# Propulseur d'appoint

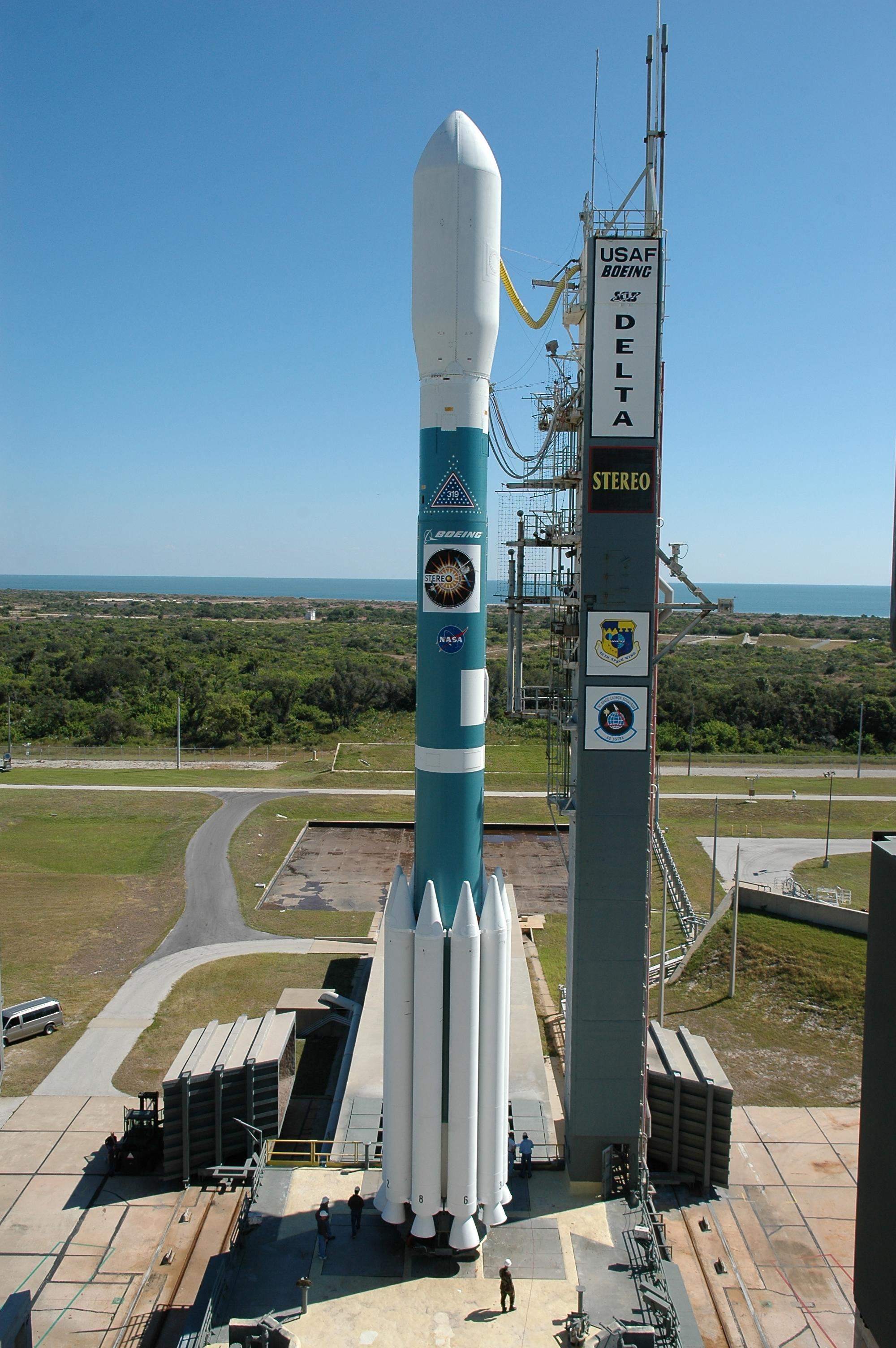
Le lanceur Delta II peut comporter jusqu'à 9 propulseurs d'appoint.

Un propulseur d'appoint est un étage de fusée flanquant le premier étage (principal) d'une fusée et destiné à fournir une poussée supplémentaire durant la première phase de vol. De taille généralement plus réduite que le premier étage, il utilise souvent un propulseur à propergol solide moins efficace qu'un moteur-fusée à ergols liquides mais capable de fournir une poussée très importante pour un coût réduit. Les propulseurs d'appoint sont généralement utilisés par paire pour obtenir une poussée symétrique mais certains lanceurs comme les versions 411, 511 et 512 de l'Atlas V n'en utilisent qu'un seul.

## Historique
Historiquement les propulseurs d'appoint sont apparus dès les débuts de l'ère du vol spatial pour faire face à l'augmentation constante des charges utiles. Pour ne pas modifier le premier étage du lanceur, une opération coûteuse, les concepteurs ont fait appel à des propulseurs d'appoint. L'un des premiers lanceurs à en disposer était le Semiorka russe développé durant les années 1950 et initialement utilisé en tant que missile balistique intercontinental. Ce dernier disposait de 4 propulseurs d'appoint utilisant des ergols liquides tout comme le premier étage.
Les lanceurs conçus par la suite ont souvent incorporé dès leur conception l'ajout d'un nombre variable de propulseurs d'appoint permettant d'adapter le lanceur et son coût à une large gamme de charges utiles. Parfois, comme dans le cas d'Ariane 5 et de la navette spatiale américaine, les propulseurs d'appoint sont systématiquement présents et assurent la majeure partie de la poussée durant la première phase de vol. Dans le cas de SpaceX, la Falcon Heavy dispose de deux propulseurs d'appoint qui sont identiques au premier étage du lanceur, ce sont en effet des premiers étages de Falcon 9 tout comme l'étage central.

## Principe de fonctionnement
Les propulseurs d'appoint sont généralement allumés en même temps que le premier étage des lanceurs mais dans certains cas ils sont allumés quelques secondes avant comme ce fut le cas des boosters de la navette spatiale américaine.
Les propulseurs d'appoint sont largués avant l'extinction du premier étage parfois de manière échelonnée pour permettre un étalement de la poussée. Pour certains lanceurs une partie des propulseurs d'appoint sont allumés en vol pour prolonger la durée du complément de poussée qu'ils apportent. Un propulseur d'appoint est doté d'une tuyère, de réservoirs d'ergols ou d'un bloc de poudre, d'un système de mise à feu, de dispositifs pyrotechniques permettant de cisailler les liaisons mécaniques entre lui et l'étage principal et de dispositifs (petits propulseurs, etc.) permettant d'écarter le propulseur de l'étage principal. La tuyère peut être orientable ou fixe. Le propulseur d'appoint peut être récupérable (navette spatiale américaine et Falcon Heavy).

## Exemples de lanceurs utilisant des propulseurs d'appoint

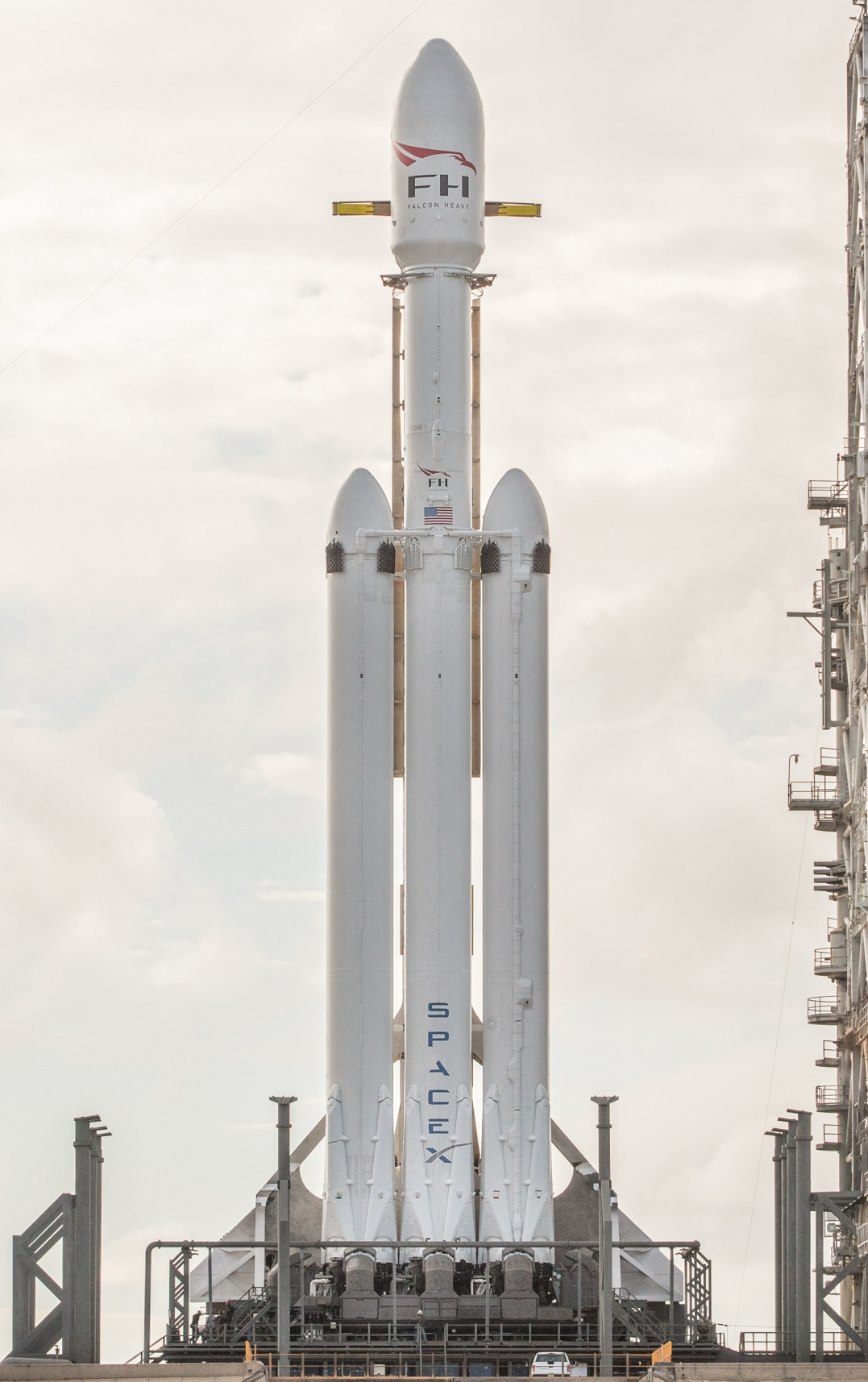
Le lanceur Falcon Heavy avec ses deux propulseurs d'appoint.
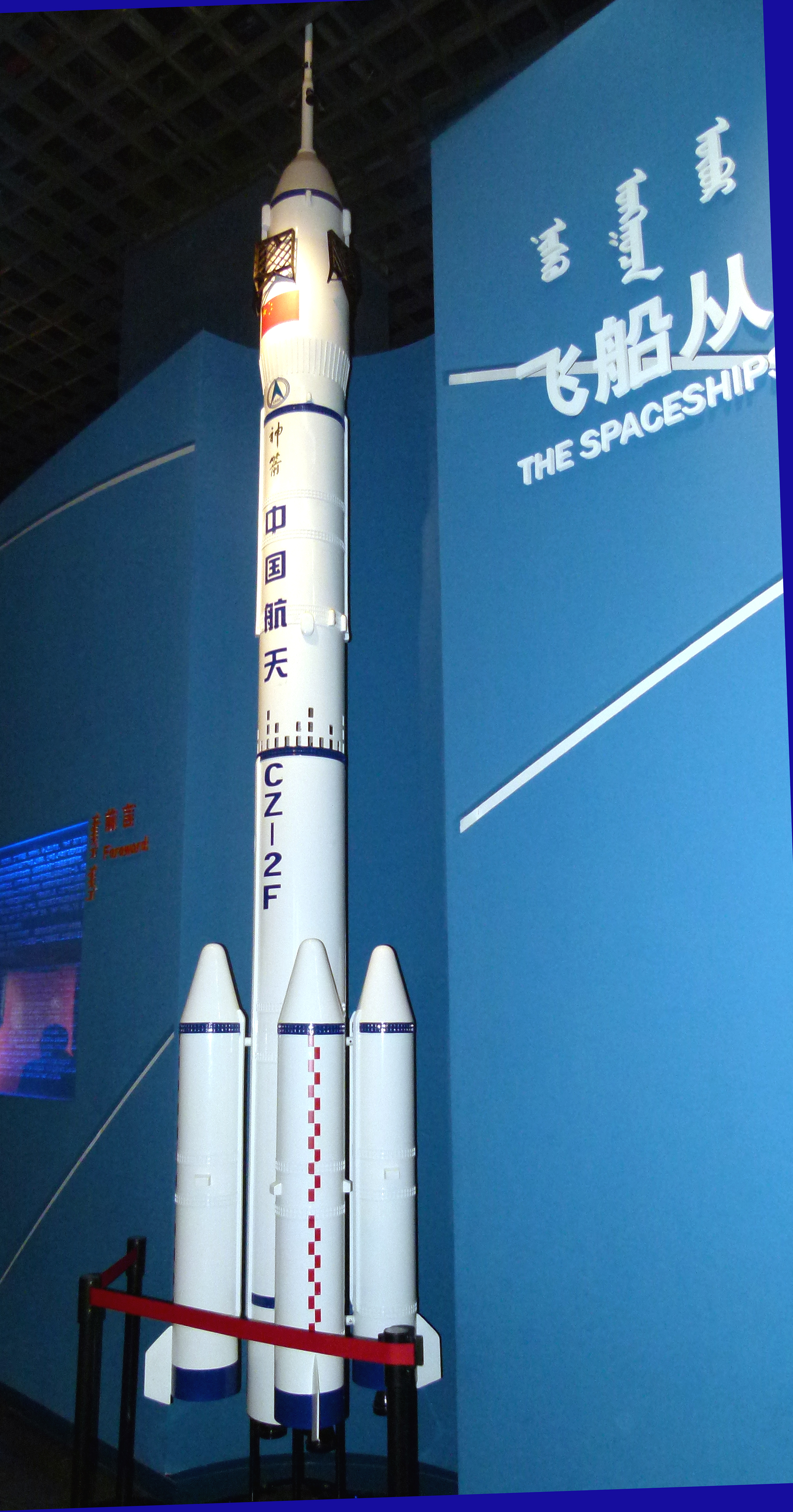
Maquette d'une fusée chinoise Longue Marche CZ-2F dotée de propulseurs d'appoint.

| Lanceur                     | Nombre de propulseurs d'appoint | Ergols / Type             | Moteur(s)     | Poussée maximale/unité | Récupérable | Autres caractéristiques     |
| --------------------------- | ------------------------------- | ------------------------- | ------------- | ---------------------- | ----------- | --------------------------- |
| Navette spatiale américaine | 2                               | Solides                   | /             | 11 790 kN              | Oui         | /                           |
| Ariane 5                    | 2                               | Solides                   | /             | 7 080 kN               | Non         | /                           |
| Falcon Heavy                | 2                               | Liquides / LOX + Kérosène | 9x Merlin 1D+ | 7 600 kN               | Oui         | Identiques au premier étage |
| Delta IV Heavy              | 2                               | Liquides / LOX + LH2      | 1x RS-68      | 3 314 kN               | Non         | Identiques au premier étage |
| Longue Marche 2F            | 4                               | Liquides / N2O4+UDMH      | 1x YF-20B     | 814 kN                 | Non         | /                           |
| Delta II                    | 3 à 9                           | Liquides / PBHT           | 1x GEM 46     | 628 kN                 | Non         | /                           |